# Trangsan
Trangsan is een bestuurslaag in het regentschap Sukoharjo van de provincie Midden-Java, Indonesië. Trangsan telt 6991 inwoners (volkstelling 2010).